# Relações entre Argentina e Armênia
As relações entre Argentina e Armênia são as relações diplomáticas estabelecidas entre a República Argentina e a República da Armênia. Estas relações foram estabelecidas em 17 de Janeiro de 1992. Em 2007, a Argentina reconheceu o Genocídio Armênio. A comunidade armênia na Argentina é uma das maiores da América Latina, totalizando aproximadamente 120.000 membros.